# Castello dell'Acqua
Castello dell'Acqua là một đô thị ở tỉnh Sondrio trong vùng Lombardia của Italia, có vị trí khoảng 100 km về phía đông bắc của Milano và khoảng 12 km về phía đông của Sondrio. Tại thời điểm ngày 31 tháng 12 năm 2004, đô thị này có dân số 693 người và diện tích là 13,9 km².
Castello dell'Acqua giáp các đô thị: Chiuro, Ponte in Valtellina, Teglio.